# کمبریج، نیوزیلند
کمبریج، نیوزیلند (به لاتین: Cambridge, New Zealand) یک شهرک در نیوزیلند است که در وایکاتو واقع شده‌است.